# Guillaume Stanczyk
Guillaume Stanczyk, né le 15 novembre 1975 à Palaiseau, est un animateur de télévision et chroniqueur français (d'origine polonaise).

## Biographie
Après quelques années dans l'ombre (en tant que voix-off,  chroniqueur, mais surtout présentateur de 1994 à 1996 de l'émission Mega 6, spécialisée dans les jeux vidéo) sur M6, Guillaume Stanczyk obtient la présentation du Morning Live aux côtés de Laure de Lattre en avril 2002, avec la lourde tâche de succéder à Michaël Youn. Le pari n'est qu'à moitié relevé puisque, dès février 2003, ils sont remplacés par Cyril Hanouna.
Guillaume Stanczyk se tourne alors vers MTV. En septembre 2003, il anime Mercredi 16h, logiquement diffusée le mercredi à 16 heures, dans laquelle il interviewe des chanteurs de façon décalée. L'année suivante, il se retrouve à la présentation quotidienne de l'émission musicale MTV Select, avec Daniela[Qui ?], puis anime les pastilles MTV Buzz.
En juillet 2006, il commente le Festival interceltique de Lorient pour Paris Première, pour laquelle il est déjà voix-off de l'émission Ça balance à Paris. Parallèlement, Guillaume Stanczyk est réalisateur, arrangeur et remixeur des singles Hou! La menteuse (original new mix), La valise (original new mix) et Allo, Allo, Monsieur l'ordinateur (Original new mix) de Dorothée, qui paraissent en 2006. Le succès stagnant  des singles remet en cause la production d'un album.
En avril 2007, il devient chroniqueur pour Nouvelle Star, ça continue, diffusée sur W9 dans la foulée des primes hebdomadaires  de Nouvelle Star, en direct du Pavillon Baltard et diffusés sur M6. Il y raconte l'histoire des chansons interprétées lors de l'émission. L'année suivante, il devient rédacteur en chef de l'émission et prête sa voix pour les commentaires des magnétos diffusés lors des primes. Fin 2008, c'est pour Sacrée Soirée sur TF1 qu'il occupe le poste de rédacteur en chef
Depuis 2014 , Guillaume Stanczyk participe à l'émission Danse avec les stars sur TF1, en étant présent sur le plateau de Danse avec les stars, la suite, pour présenter les bêtisiers hebdomadaires et parler des réactions des internautes sur les réseaux sociaux à propos des prestations des candidats de l'émission. 
Le 4 juin 2017 sur TMC, il commente aux côtés de Nikos Aliagas et Pascal Nègre la retransmission en direct du concert caritatif One Love Manchester au Old Trafford Cricket Ground de Manchester.